# 九筋二領
九筋二領（くすじにりょう）は、近世甲斐国における地域区分・領域編成の単位。「九筋」は甲府盆地から甲斐北西部の国中地域における区分で、栗原筋・万力筋・大石和筋・小石和筋・中郡筋・北山筋・逸見筋・武川筋・西郡筋を指す（『甲斐国志』に拠る）。「二領」は甲斐南部富士川沿岸地域の河内領と甲斐東部の郡内領を意味する。

## 歴史
律令制下の国郡制において甲斐国は甲府盆地の山梨郡・八代郡・巨摩郡、郡内地方の都留郡の四郡が成立し、中世には甲府盆地において東郡・中郡・西郡の三区分による地域呼称が用いられた。東郡は笛吹川以東地域、西郡は釜無川以西地域、中郡は釜無川と笛吹川に挟まれた地域を指した。
戦国期には西郡のうち甲斐北西部の巨摩郡北部（近代の北巨摩郡域）が「逸見」と区別され四区分となり、それぞれ「筋」を付けて「-郡筋」と呼ばれた。天正17年には関東郡代伊奈忠次（熊蔵）による五カ国総検地が実施され、これによって九筋の区分が設定された。戦国期の四区分を基盤に、東郡は栗原筋・万力筋・大石和筋・小石和筋、中郡は北山筋・中郡筋、西郡は西郡筋、逸見は逸見筋・武川筋に分割され、これをもって九筋の地域区分が確立する。
近世初期には浅野長政・幸長時代に九筋二領の地域区分に基づく支配が行われている。浅野氏時代には九筋には一筋あたり3人の筋奉行が配置され、郡内領・河内領については一門の氏重・忠吉をそれぞれ配置し、代官支配を行っている。
江戸時代の17世紀初頭から19世紀まで作成された甲斐国絵図の各種絵図には、九筋二領の地域区分を反映した国絵図が見られる。これは髙橋修の分類による「Ⅱ-Ⅰ」型図で、17世紀中頃に甲府徳川家による甲斐統治を目的に作成され、後に甲府藩主となった柳沢氏にも引き継がれ、幕府により作成された正保国絵図の影響を受けた絵図であると考えられている。正保国絵図が郡境を黒線で表記しているのに対し、「Ⅱ-Ⅰ」型図は九筋二領の地域区分に従い黒線が引かれている特徴を有する。

## 九筋二領の各地域
栗原筋（くりばらすじ）
山梨郡東部。
万力筋（まんりきすじ）
山梨郡の中央部東寄り。
大石和筋（おおいさわすじ）
八代郡東部。
小石和筋（こいさわすじ）
八代郡の中央部東寄り。
中郡筋（なかごおりすじ）
甲府盆地の中央部、巨摩郡・山梨郡・八代郡にまたがる地域。
北山筋（きたやますじ）
山梨郡北西部と巨摩郡北東部にまたがる地域。
逸見筋（へみすじ）
巨摩郡北西部。八ヶ岳からの湧水により甲斐国第一の米生産地域であった。この地域には、以下の地域が含まれていたとされる。
- 釜無川以東の韮崎市
- 北杜市のうち、明野地区・須玉地区・高根地区・長坂地区・大泉地区・小淵沢地区・白州花水地区

武川筋（むかわすじ）
巨摩郡中西部。武川衆の本拠地。
西郡筋（にしごおりすじ）
巨摩郡と八代郡のそれぞれ一部。
河内領（かわちりょう）
甲斐南部の富士川流域。元は南部氏の領地であったが、南部氏の国替え後は穴山氏の領地となり、武田氏への従属後も一定の独自性を保った。
郡内領（ぐんないりょう）
都留郡。広い地域を小山田氏が治め、武田氏への従属後も一定の独自性を保った。江戸時代初期には谷村藩が置かれた。